# Gsteinigt

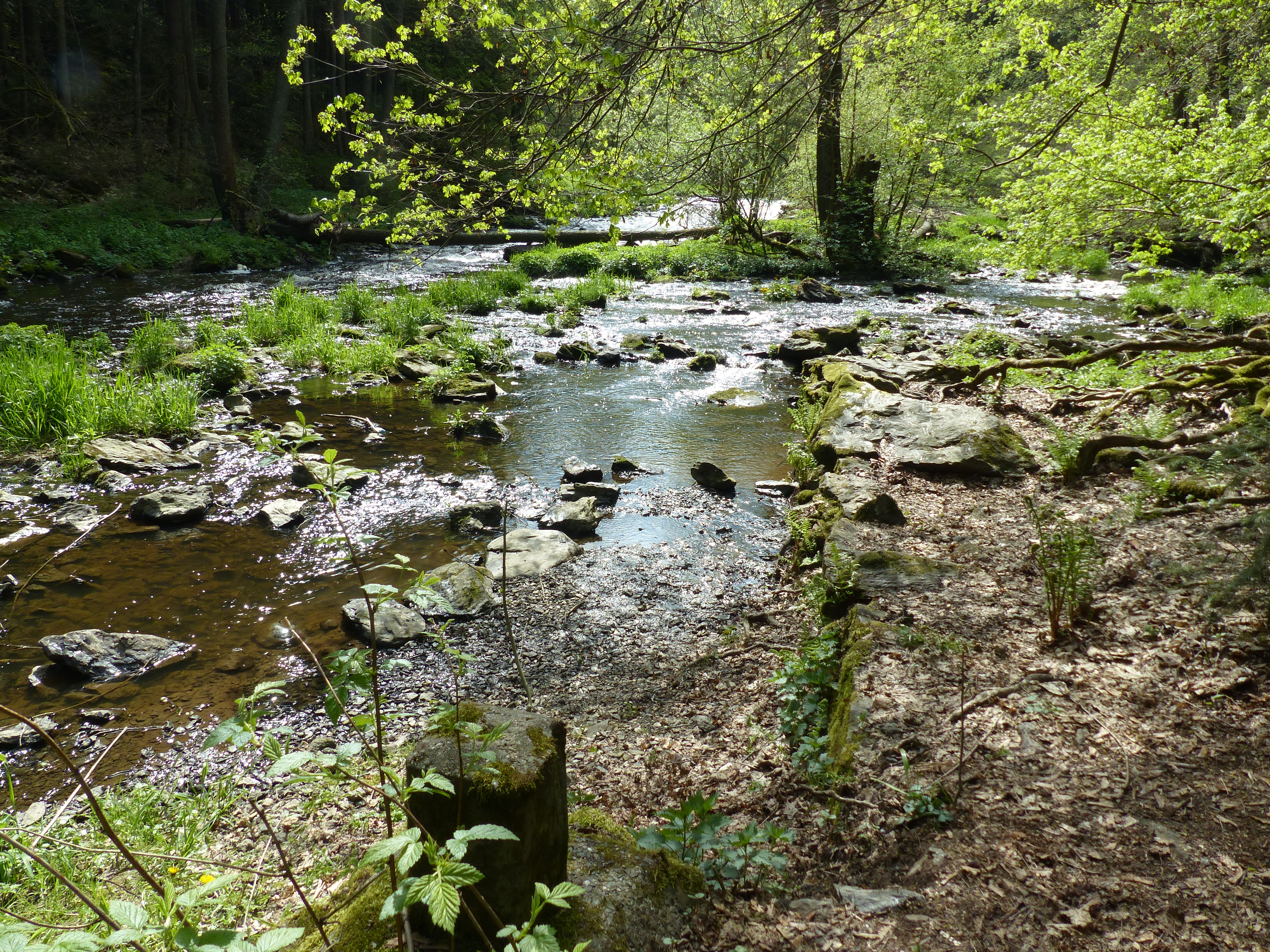
Die Röslau im Gsteinigt

Das schluchtenartige Gsteinigt (mundartlich Gschteune) wird von der Röslau (ein Nebenfluss der Eger) zwischen den Orten Elisenfels und Arzberg im Landkreis Wunsiedel im Fichtelgebirge durchflossen.

## Geologie und Flora
Der Flusslauf hat sich dort seinen Weg durch eine schmale Gneisschwelle und die Phyllite gebahnt und bildet ein enges Felsental. Vielfältig ist der Baumbestand, artenreich sind Sträucher, Krautschicht, Moose und Flechten (Schluchtwaldvegetation). Der gut strukturierte Mischwald bietet auch für die Vogelwelt einen günstigen Lebensraum.

## Geschichte
1817 wurde das Tal folgendermaßen beschrieben: „Zahllose Felsenstücke sind in sein Bette herabgerollt, und tosend stürzt er sich über dieselben hinweg. Der Fichtenwald zieht sich bis an das Ufer herab und macht das kaum gangbare Tal noch düsterer und schauerlicher...Obgleich der gewöhnliche Weg nach Arzberg bequemer und kürzer ist, so lohnet doch ein manneichfaltiger Naturgenuss, den Fußsteig durch dieses Tal zu verfolgen.“ Als der Bahnbau begann, wurde das Tal bei Elisenfels besser zugänglich gemacht. Im Sommer 1884 hatte sich ein Verschönerungsverein gebildet, der sich der Begehbarmachung des „Gschteune“ annahm. Seit dieser Zeit schlängelt sich ein  Fußpfad zwischen den steilen Felswänden und dem  Röslaufluss durch das Felsental.
Durch das Tal führen die vom Fichtelgebirgsverein (FGV) geschaffenen Wanderwege Röslauweg und Fränkischer Gebirgsweg.

## Besitzverhältnisse
Der Fichtelgebirgsverein hat sich besonders die Naturschutzarbeit zur Aufgabe gemacht. So wurden Flächen im Gsteinigt für Zwecke des Naturschutzes und der Landschaftspflege erworben, die dem Heimatverein von der Firma Fastner & Co. GmbH, Elisenfels, zum Kauf angeboten worden waren. Der FGV-Hauptausschuss beschloss am 4. Januar 1996 den Ankauf von ca. zwölf Hektar Fläche, der Kaufvertrag wurde am 5. Juni 1996 notariell beurkundet. An den Kosten von ca. 130.000 DM beteiligten sich der Bayerische Naturschutzfonds, die Stadt Arzberg, der Landkreis Wunsiedel und die FGV-Ortsgruppe Arzberg.

## Naturschutz
Bereits 1938 wurde das Gsteinigt zum geschützten Naturdenkmal erklärt; es ist die Nummer 81 von Bayerns schönsten Geotopen.

## Geotop
Diese Schlucht im östlichen Fichtelgebirge ist ein Geotop im Landkreis Wunsiedel (479R027). Seit dem 6. August 2009 trägt es das Gütesiegel des Landesamtes für Umwelt als eines der 100 schönsten Geotope Bayerns.

## Bergbau

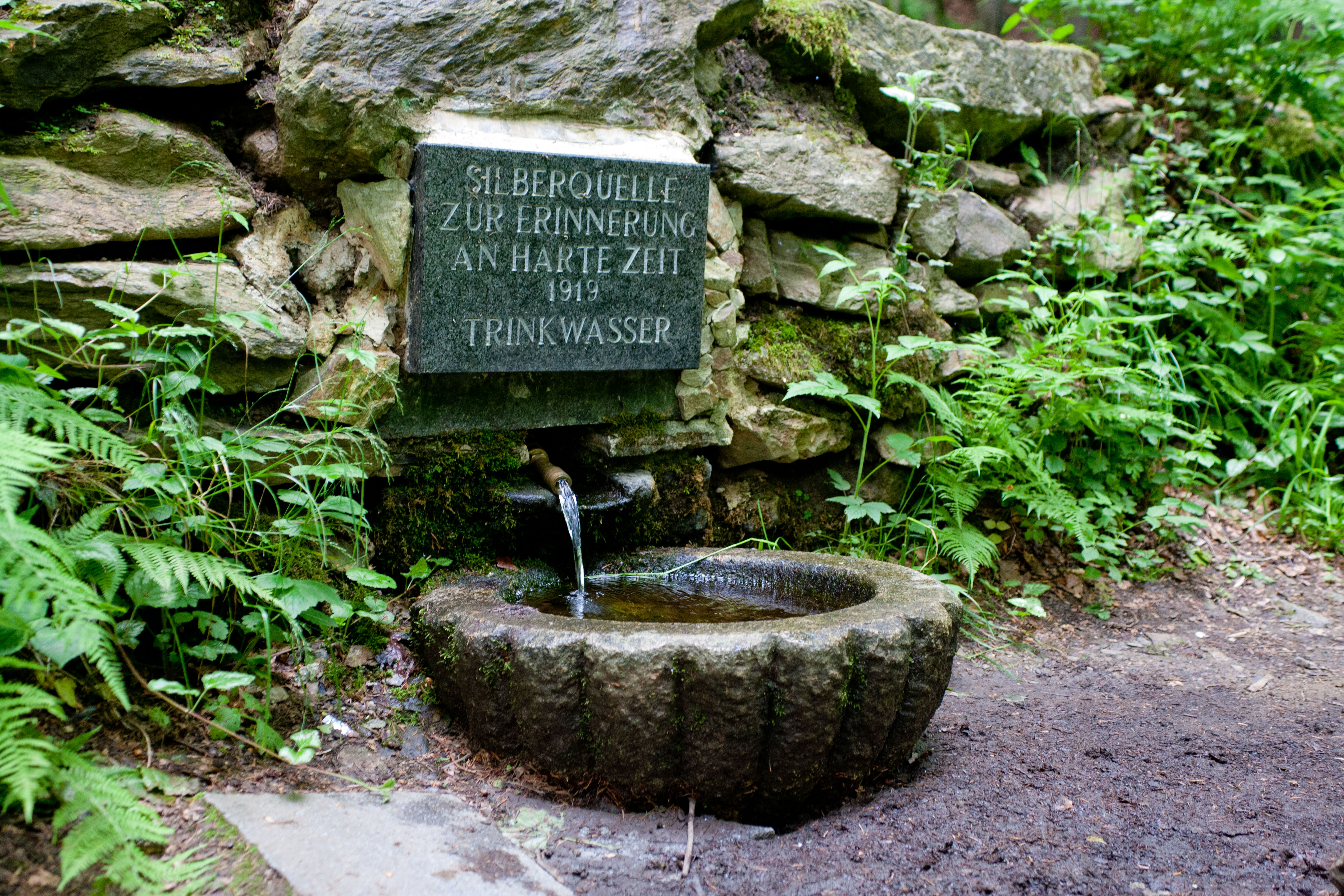
Die Silberquelle

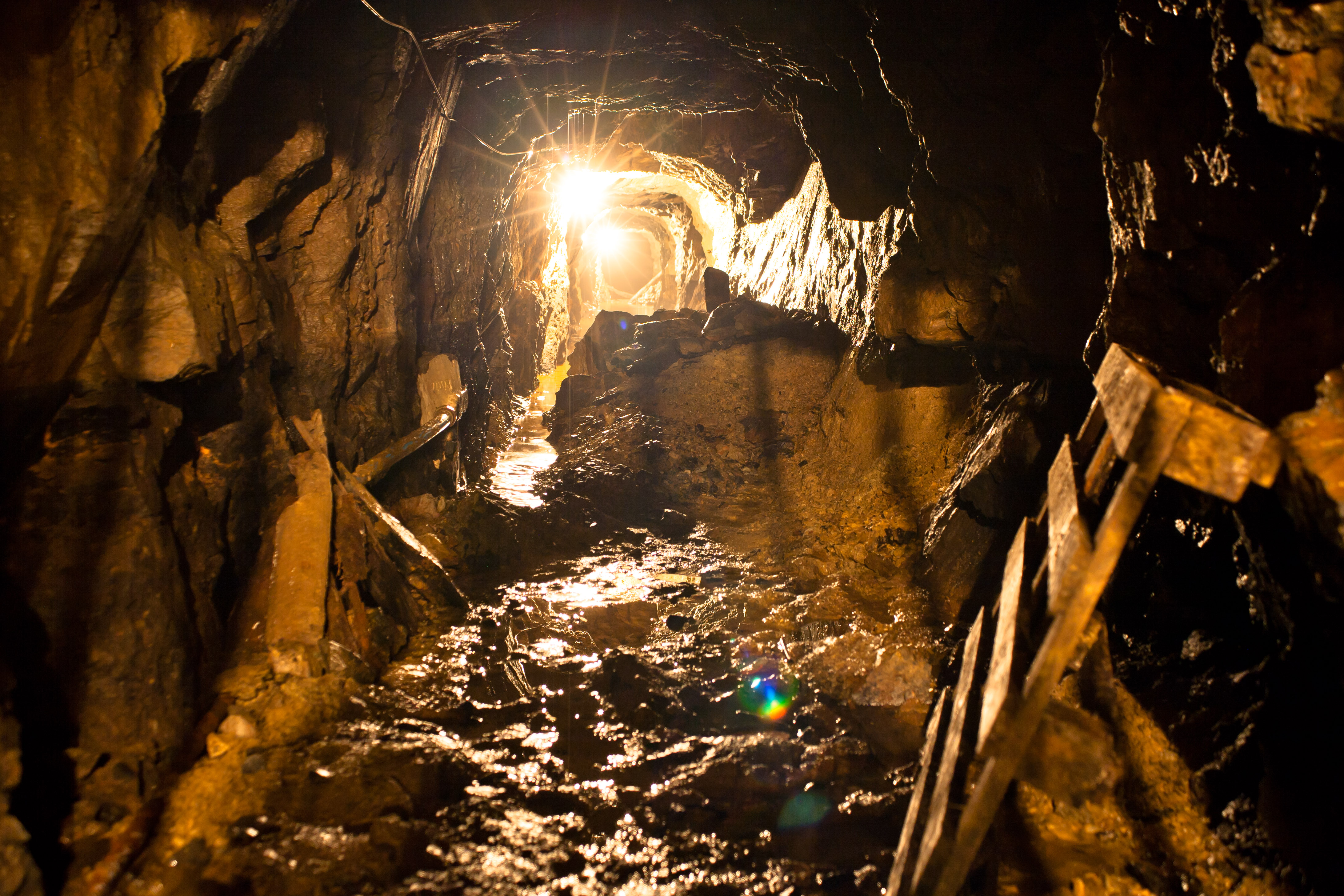
Inneres des St. Georg Stollens

Am Wanderweg durch das Gsteinigt liegt die 1919 gefasste Silberquelle. Sie erinnert an den Bergbau im Arzberger Eisenerzrevier. Bei der Silberquelle wurde 1863 ein 100 Meter langer Stollen in den Fels getrieben, der für den Abfluss des Grubenwassers des Morgenstern-Schachtes dienen sollte.  Reste einer Radstube, einer Anlandungsmauer für Erzkähne und eines Naturwehres gehen auf diese Zeit zurück. Seit 2009 kann das Stollenmundloch des Stollens besichtigt werden.